# Fujiwara no Teika
Fujiwara no Teika (藤原定家?; 1162 – 26 settembre 1241) è stato un poeta giapponese del tardo periodo Heian e del primo periodo Kamakura.
La sua influenza fu enorme, ed è considerato tra i più grandi poeti giapponesi, e forse il più grande maestro della forma waka, un'antica forma poetica composta da cinque versi con un totale di 31 sillabe. Il suo nome è incluso nella raccolta dei Trentasei nuovi immortali della poesia.
Le sue idee forti nella composizione poetica furono estremamente influenti e studiate durante la fine dell'era Meiji. I suoi discendenti e le sue idee avrebbero dominato la poesia giapponese classica per secoli dopo.

## Biografia

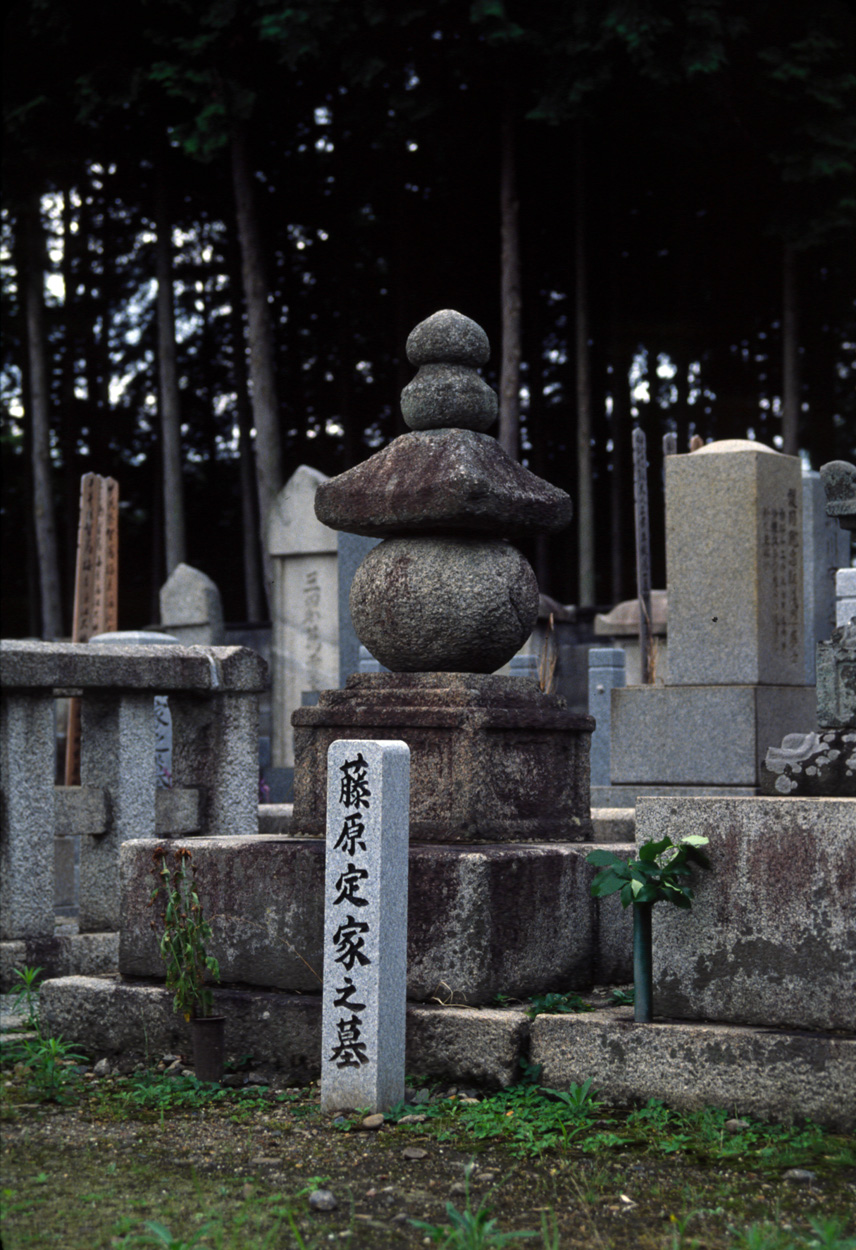
La tomba di Teika.

Teika nacque da un ramo minore e distante del clan aristocratico e cortese, i Fujiwara, nel 1162, qualche tempo dopo che i reggenti Fujiwara avevano perso la loro preminenza politica alla corte imperiale durante la ribellione di Hōgen. Il suo ramo del clan cercò prestigio e potere a corte specializzandosi in attività artistiche, principalmente poesia. Tale specializzazione non era insolita, alcuni rami di clan estesi non erano in grado di competere direttamente in politica con il ramo capo del clan, o anche altri clan a causa del loro status di minore, ma potevano competere in attività estetiche. I Mikohidari, conosciuti anche come Miko, erano un ramo cadetto dei Fujiwara, attraverso il sesto figlio di Fujiwara no Michinaga, Fujiwara no Nagaie (1005-1064), e gli stessi Mikohidari erano allineati con il ramo Kujō, più antico dell'originale Fujiwara, che si opponeva alla famiglia Rokujō).
Il nonno di Teika era il venerabile poeta Fujiwara no Toshitada. Suo padre era Fujiwara no Shunzei (1114-1204), un poeta e giudice di concorsi di poesia ben noto e molto rispettato, che aveva compilato la settima antologia imperiale di waka, il Senzai Wakashū. Sua nipote sarebbe diventata anche lei una rispettata poetessa di waka e renga, conosciuta come Kengozen o La figlia di Shunzei, a cui occasionalmente chiedeva consigli poetici.
Dopo la morte del padre, nel 1204, fu attivo come arbitro in concorsi di poesia e come insegnante. Per conto del Tennō Go-Toba ha compilato l'antologia Shinkokin-wakashū da circa 2000 waka tra il 1202 e il 1205. Successivamente sono emerse divergenze con Go-Toba, che hanno portato al suo ritiro.
Dopo che Go-Toba fu esiliato dallo shogunato dopo la guerra Jōkyū, Fujiwara no Teika fu riabilitato ma non poté riprendere la vita attiva a causa di problemi di salute. Tuttavia compilò, su commissione di Go-Horikawa, un'altra antologia waka, il Shinchokusen Wakashū, che è stata completata intorno al 1234. Ha anche pubblicato una serie di critiche letterarie e raccolte di waka esemplari, il più noto dei quali è Ogura Hyakunin Isshu. Di grande importanza storica è il suo diario Meigetsuki (明月記? lett. "Registri della luna chiara/luminosa"), che compose dal 1180 al 1235, in cui scrisse in dettaglio di costumi cortigiani, di politica, di economia, di eventi e della sua famiglia.